# Pierre Gastiger
Pierre Gastiger, né le 28 février 1893 à Hayange et mort le 8 mars 1943 à Rennes, est un joueur de football français. Durant sa carrière, il évolue au poste de milieu de terrain.
Son frère, Maurice, est également footballeur. Tous deux participent à la finale perdue des Jeux interalliés le 29 juin 1919, face aux Tchèques, puis sont demi-finaliste des Jeux olympiques l'année suivante.

## Biographie

### Carrière en club
Après le FEC Levallois, les deux frères jouent toujours ensemble à Rennes, en 1921-22.

## Palmarès
Stade rennais
- Coupe de France :
  - Finaliste : 1921-22.